# Bondarcevomyces taxi
Bondarcevomyces là một chi nấm trong họ Tapinellaceae. Đây là chi đơn loài, chứa một loài Bondarcevomyces taxi, được tìm thấy ở châu Á.